# Iliona (zangeres)
Iliona (Brussel, 7 juli 2000), is een Belgische singer-songwriter, muzikant en muziekproducent.

## Biografie
Iliona is geboren in Brussel, België, op 7 juli 2000. Ze groeide op en studeerde in de Brusselse regio, aan de École Decroly, net als de zangeres Angèle. Al op jonge leeftijd was ze geïnteresseerd in muziek en begon ze op de familiepiano te spelen, dankzij haar jeugdvrienden die speelden. Rond haar 15e begon ze haar eerste teksten te schrijven, maar in het begin waren het geen liedjes. Ze zag geschreven expressie als een uitlaatklep voor haar emoties.
Op 16-jarige leeftijd maakte ze haar YouTube kanaal aan en begon ze video's van haar composities te posten. Ze produceert alles in haar slaapkamer: tekst, muziekproductie en videobewerking.

## Discografie

### Singles
- 2020 : J'ai du mal
- 2020 : Rattrape-moi
- 2020 : Moins joli
- 2020 : Reste
- 2021 : Une autre vie
- 2021 : Si tu m'aimes demain
- 2022 : Garçon manqué

### EP
- 2021 : Tristesse
- 2022 : Tête Brûlée

### Albums
- 2025 : What if I break up with u?